# Megali Idea

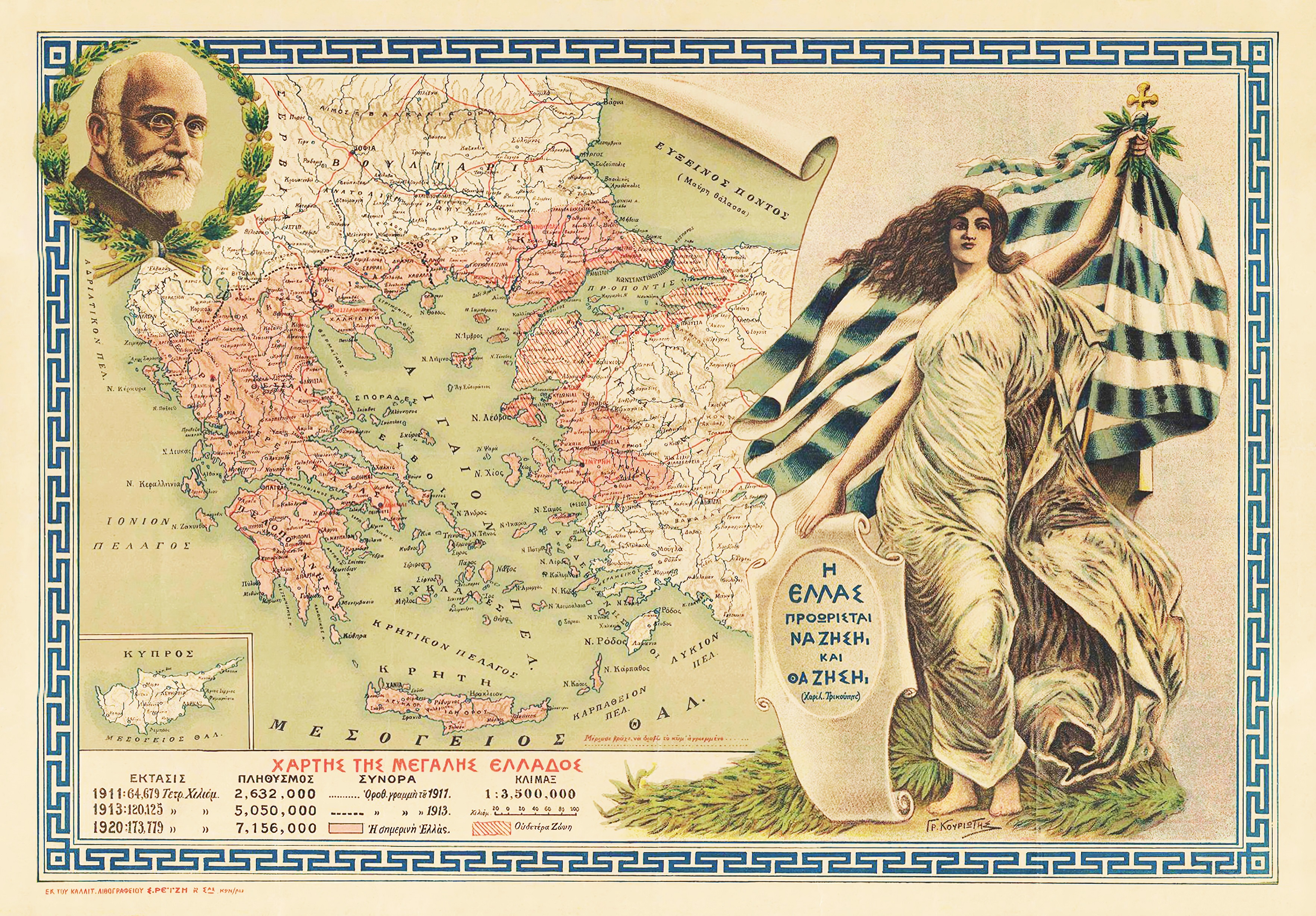
Harta Megali Hellas (Grecia Mare) după semnarea Tratatului de la Sèvres, având în medalion portretul lui Eleftherios Venizelos, unul dintre susținătorii Marii Idei

Megali Idea (în greacă: Μεγάλη Ιδέα, „Marea Idee”) a fost un concept iredentist al naționaliștilor greci, prin care era exprimat obiectivul fondării unui stat elen care să cuprindă între granițele sale toți etnicii eleni, dat fiind faptul că și după obținerea independenței numeroși greci locuiau în teritorii aflate sub stăpânirea Imperiului Otoman.
Termenul a apărut prima oară în timpul discuțiilor premierului Greciei Ioannis Kolettis cu regele Otto, care au precedat promulgarea Constituției din 1844. „Grecia Mare” a fost o aspirație naționalistă vizionară care avea să domine politica externă și internă elenă pentru mai mult de un secol de la proclamarea independenței. Deși expresia în sine era nouă, conceptul de „Grecie Mare” își avea rădăcini adânci în conștiința populară.

## Expunerea Marii Idei
„Megali Idea” implica reînvierea Imperiului Bizantin prin fondarea unui stat elen modern, care ar fi urmat să cuprindă cele mai multe pământuri bizantine, de la Marea Ionică, la apus, până în Mikra (Asia Mică) și Euxenus Pontus în răsărit, și din Tracia și Macedonia și Epir la nord, până în Creta și Cipru în sud. Acest nou stat elen ar fi urmat să aibă capitala la Constantinopol.
„Megali Idea” a dominat politica externă și internă elenă de la izbucnirea Războiului de Independență, continuând cu Războaiele Balcanice, Războiul greco-turc și Marele incendiu din Smirna din 1922, până la schimburile de populație dintre Grecia și Turcia din 1923, când și-a pierdut din actualitate.

## Căderea Constantinopolului
Deși Imperiul Bizantin își avea originea în Imperiul Roman, el a devenit un imperiu elenistic în timpul dinastiei Heracliene. În cadrul Imperiului Bizantin, limba greacă a înlocuit treptat limba latină  ca limbă oficială în anul 610. Această modificare a avut loc datorită faptului că cea mai mare parte a imperiului se afla în regiunea locuită de greci sau aflată în zona de influență elenă. După prăbușirea Imperiului Roman de Apus, Imperiul Bizantin a rămas singurul moștenitor al Imperiului Roman antic. Statul elenistic a reușit să respingă invaziile popoarelor migratoare, (vizigoții, hunii, sarazinii, mongolii, chiar și a turcilor, în primele faze ale migrației acestora). Constantinopol, capitala Imperiului Bizantin, a fost cucerit în timpul celei de-a patra cruciade de la începutul secolului al XIII-lea. În ciuda acestei ocupații, cruciații erau tot creștini, teritoriile locuite de greci neieșind astfel de sub influența acestei religii.  Constantinopolul avea să fie eliberat de sub dominația latină de împăratul Mihail al VIII-lea Paleologul în 1261. În schimb, Constantinopolul avea să fie cucerit în 1453 de turcii musulmani. Ocuparea Constantinopolului de către turci a marcat sfârșitul civilizației bizantine. Hagia Sophia a fost transformată în moschee. După cucerirea Constantinopolului, restul teritoriului bizantin a fost ocupat fără mare greutate de otomani.

## Grecii în timpul ocupației otomane
Revoluția Greacă nu a fost un eveniment izolat. Istoria Greciei în timpul stăpânirii otomane a consemnat un număr mare de încercări de recucerire a independenței de sub dominația străină. În timpul secolului al XVII-lea, stăpânirea otomană a trebuit să facă față rezistenței dârze din Moreea, dar și din  alte regiuni, (de exemplu, revolta condusă de Dionysius Filosoful). După Războiul Moreii (1684-1699), Peloponezul a trecut sub controlul Veneției pentru următorii 30 de ani, iar tulburările au continuat odată cu proliferarea bandelor de klefți. Prima rebeliune importantă a fost rebeliunea sponsorizată de ruși din 1770, care a fost înăbușită cu relativă ușurință de turci, în ciuda succeselor limitate din faza inițială. După zdrobirea revoltei elene, albanezii musulmani au devastat mai multe regiuni din Grecia continentală. Cu toate acestea, grecii din Peninsula Mani au continuat să se opună turcilor, reușind chiar să înfrângă trupele otomane în câteva rânduri, cea mai importantă victorie fiind cea din 1770. În timpul războiului ruso-turc din 1787 - 1792, comunitatea greacă din Trieste a finanțat o mică flotă de sub comanda lui  Lambros Katsonis, care a reușit să hărțuiască flota otomană. În timpul acestui război, rebelii klefți și-au reluat activitatea.

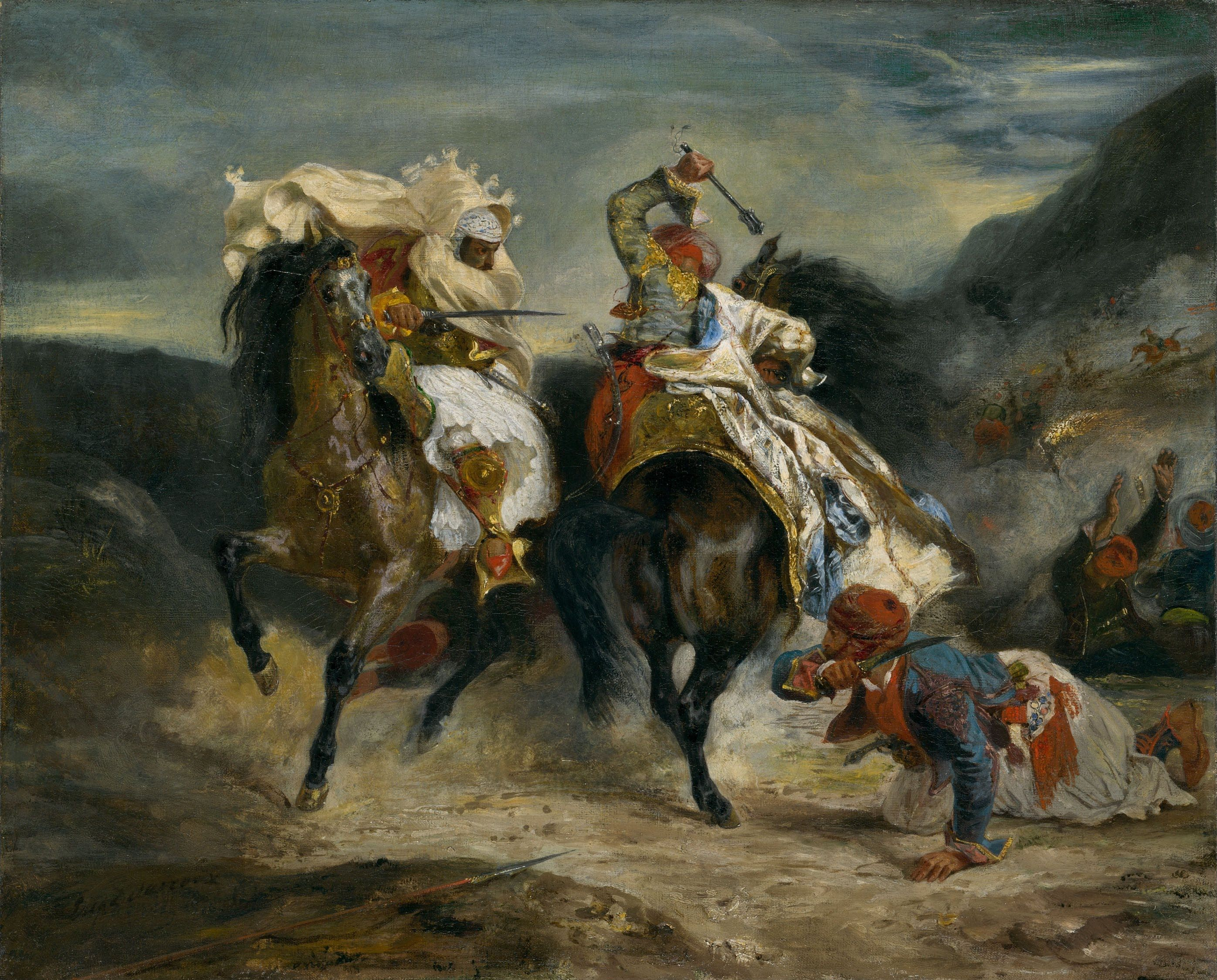
Lupta ghiaurului cu pașa de Eugène Delacroix, 1827, pictură în ulei pe pânză, ispirată de poemul The Giaour al lui Byron

În același timp, un număr de greci se bucurau de poziții privilegiate în aparatul birocratic otoman. Grecii controlau afacerile bisericii ortodoxe prin intermediul Patriarhiei Ecumenice a Constantinopolului, cea mai mare parte a înaltului cler ortodox fiind de origine greacă. Prin sistemul „milleturilor”, ierarhia predominant elenă a Patriarhiei avea controlul asupra supușilor otomani ortodocși, așa numiții Rum milleti).Începând din secolul al XVIII-lea, membrii unor familii nobiliare elene din Constantinopol, așa-numiții fanarioți, (care și-au primit numele de la cartierul Fanar) au reușit să câștige controlul asupra politicii externe turce și mai apoi asupra întregului sistem birocratic otoman.
O importanța deosebită a avut în această perioadă tradițiile maritime puternice ale locuitorilor insulelor din Marea Egee, laolaltă cu apariția începând din secolul al XVIII-lea a unei puternice clase a negustorilor, a căror bogăție a permis fundarea de școli, biblioteci și finanțarea studiilor tinerilor greci în universități occidentale. Studenții greci au intrat în contact în Europa Occidentală cu ideile Iluminismului, Revoluției Franceze și naționalismului romantic european. Intelectualii influenți ai diasporei elene, precum Adamantios Korais și Anthimos Gazis au încercat să transmită asemenea idei grecilor din patrie, având ca scop atât ridicarea nivelului de cultură al poporului, cât și întărirea sentimentelor naționale. Aceste deziderate au fost atinse prin publicarea a numeroase cărți, broșuri și diverse alte scrieri în limba greacă, proces care a fost cunoscut cu numele de „Diafotismos” (Διαφωτισμός).
Cel mai influent scriitor grec al acestei mișcări au fost Rigas Feraios. Rigas a fost puternic influențat de Revoluția Franceză și a fost primul intelectual care a conceput și organizat o mișcare națională cuprinzătoare care urmărea eliberarea popoarelor subjugate de turci în Balcani și crearea „Republicii Balcanice”. El a fost arestat împreună cu un număr de susținători de către autoritățile austro-ungare în Trieste în 1797 și mai apoi predat autorităților otomane. Rigas și conspiratorii săi au fost executați prin strangulare la Belgrad în iunie 1798, iar trupurile lor au fost aruncate în Dunăre. Moartea lui Rigas nu a făcut decât să întețească flacăra naționalismului elen. Poemul său naționalist Thourios (Cântec de luptă) a devenit un simbol al luptei grecilor împotriva dominației otomane.

## Independența Greciei

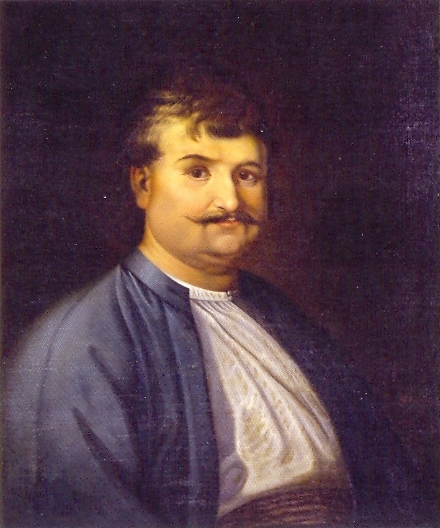
Rigas Feraios, portret de Andreas Kriezis

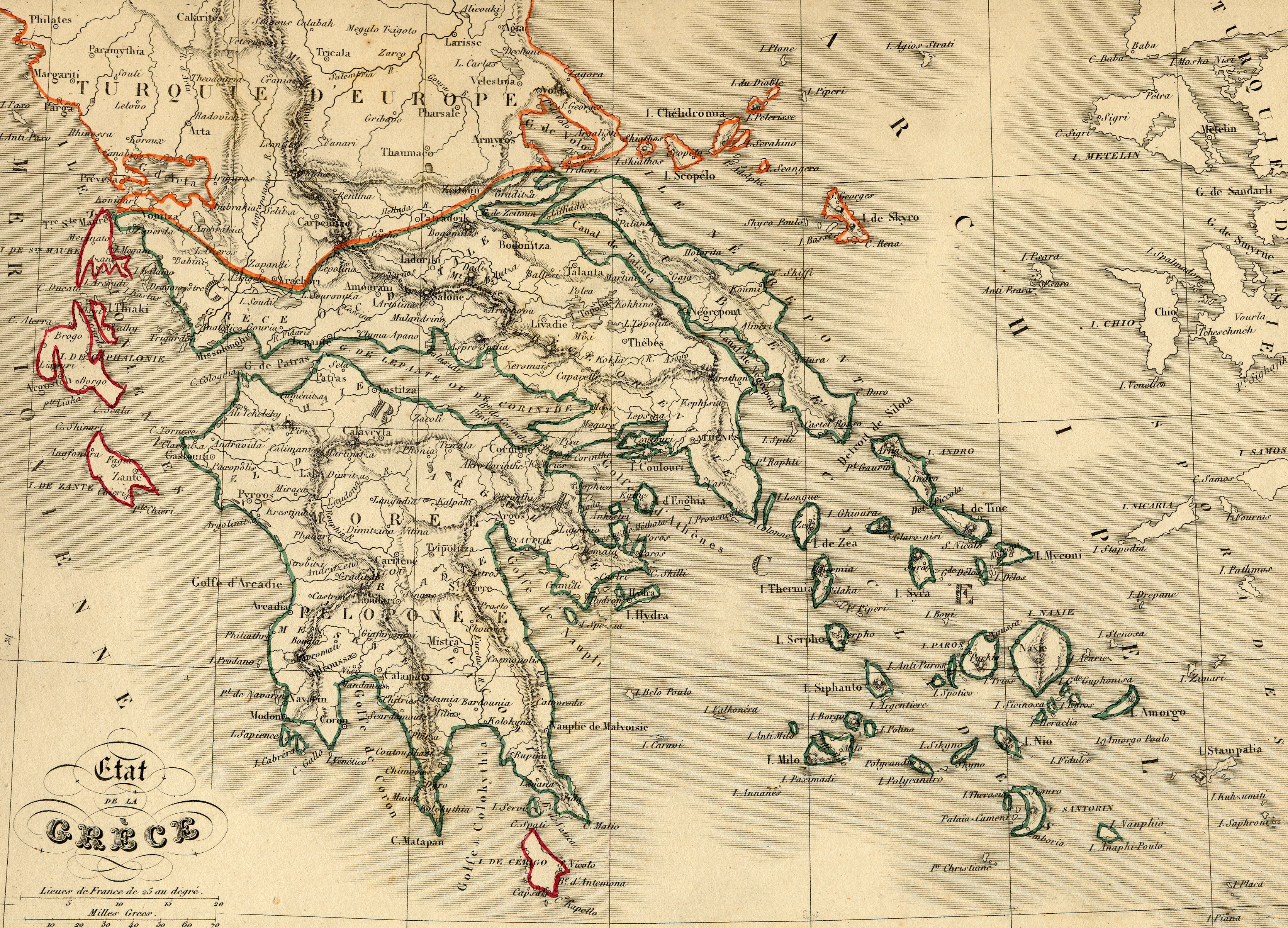
Grecia independentă în 1831

După ce Grecia și-a cucerit independența în 1821 s-a ajuns în situația în care noul stat suveran avea pe teritoriul național o populație egală cu cea a etnicilor eleni care trăiau în afara acestor granițe, în principal în Imperiul Otoman. Statul elen își datora granițele sprijinului Marilor Puteri, care nu avuseseră niciun interes în să accepte crearea unui stat mai mare în detrimentul Imperiului Otoman.
Megali Idea reprezenta dorința de aducere a tuturor acestor grupuri etnice elene în cadrul granițelor Grecie și prin aceasta să ducă la renașterea Imperiului Bizantin. Teritoriile vizate de naționaliștii eleni erau în principal Epirul, Tesalia, Macedonia, Tracia, insulele Mării Egee, Creta, Cipru, anumite regiuni din Anatolia, dar și orașul Constantinopol, care urma să înlocuiască Atena și să devină noua capitală a statului grec renăscut. 

## Revolta din Creta și războiul greco-turc din 1897
Premierul elen Ioannis Kolettis avea să declare în ședința Parlamentului din ianuarie 1844: „Regatul Greciei nu este Grecia; este cel mult o parte, cea mai mică și săracă parte a Greciei. Grec nu este doar cel care populează Regatul, ci și cel care populează Ioannina, Salonicul, sau Serres, sau Adrianopole, sau Constantinopolul, sau Trapezoidul, sau Creta, sau Samosul, sau oricare altă regiune aparținând istoriei elene sau rasei elene... Există două mari centre ale elenismului. Atena este capitala Regatului. Constantinopol este marea capitală, visul și speranța tuturor grecilor”.
În ianuarie 1897, violențele și dezordinile au ajuns la paroxism în Creta, ceea ce a dus la polarizarea opiniei publice grecești. În Creta au avut loc masacre ale populației creștine din Chania și Rethimno. Guvernul elen, aflat sub o uriașă presiune a opiniei publice, a elementelor naționaliste, dar și în fața unor puteri europene care nu erau dispuse să intervină militar, a decis să trimită vase de război și militari în ajutorul răsculaților cretani. Marile Puteri nu au găsit nicio altă soluție decât ocuparea insulei, dar au luat această decizie mult prea târziu. 1.500 de militari eleni au debarcat pe 1 februarie 1897 la Kolymbari, iar comandantul acestei expediții, colonelul Timoleon Vassos, a declarat că ia în stăpânire insula în numele regelui grecilor și că proclamă unirea Cretei cu Grecia. În aceste condiții, cretanii s-au ridicat la luptă pe întreg cuprinsul insulei. Marile Puteri au decis în cele din urmă să trimită pe insule propriile lor forțe militare, reușind în primă fază să oprească înaintarea forțelor elene spre Chania. În același timp, flota europeană a instituit blocada Cretei, împiedicând atât marina elenă, cât și pe cea turcă să aducă întăriri pe insulă.
Imperiul Otoman a reacționat la rebeliunea din Creta și la ajutorul dat de Grecia acesteia, mutându-și o bună parte a trupelor sale de uscat în Balcani, la nordul Tesaliei, nu departe de granița Greciei. La rândul ei, Grecia și-a înmulțit în mod semnificativ forțele de la frontiera din Tesalia. Forțele neregulate elene și susținătorii Marii Idei au acționat fără ordin oficial și au atacat avanposturile turce, ceea ce făcut ca Imperiul Otoman să declare război Greciei în 1897. Forțele turce le depășeau numeric pe cele elene și în plus erau pregătite mult mai bine, în principal datorită reformelor puse în practică de misiunea germană condusă de baronul von der Goltz. Armata elenă a fost obligată să se retragă în cursul următoarelor câteva săptămâni. Marile Puteri au intervenit în acel moment, obligând părțile beligerante să semneze un armistițiu în mai 1897.
La încheierea războiului, Grecia a fost obligată să cedeze unele teritorii de-a lungul graniței nordice a Tesaliei și să plătească o mare despăgubire de război, care avea să apese ca o grea povară pe umerii economiei elene. În același timp, „chestiunea cretană” a rămas nerezolvată. Marile Puteri (Regatul Unit, Franța, Imperiul Rus și Regatul Italiei) au încercat să impună ceea ce ele au crezut a fi soluția ideală a problemei aflate în conflict: Creta a fost proclamat un stat autonom, cele patru puteri și-au asumat administrarea insulei, iar principele George, (al doilea fiu al regelui George I al Greciei) a devenit Înalt Comisar al Cretei. Această soluție a fost gândită pentru prevenirea conflictelor viitoare și pentru a evita dezvoltarea sentimentelor revanșarde în Grecia.

## Împlinirea idealurilorMegali Ideeași prăbușirea lor

### Războaiele Balcanice

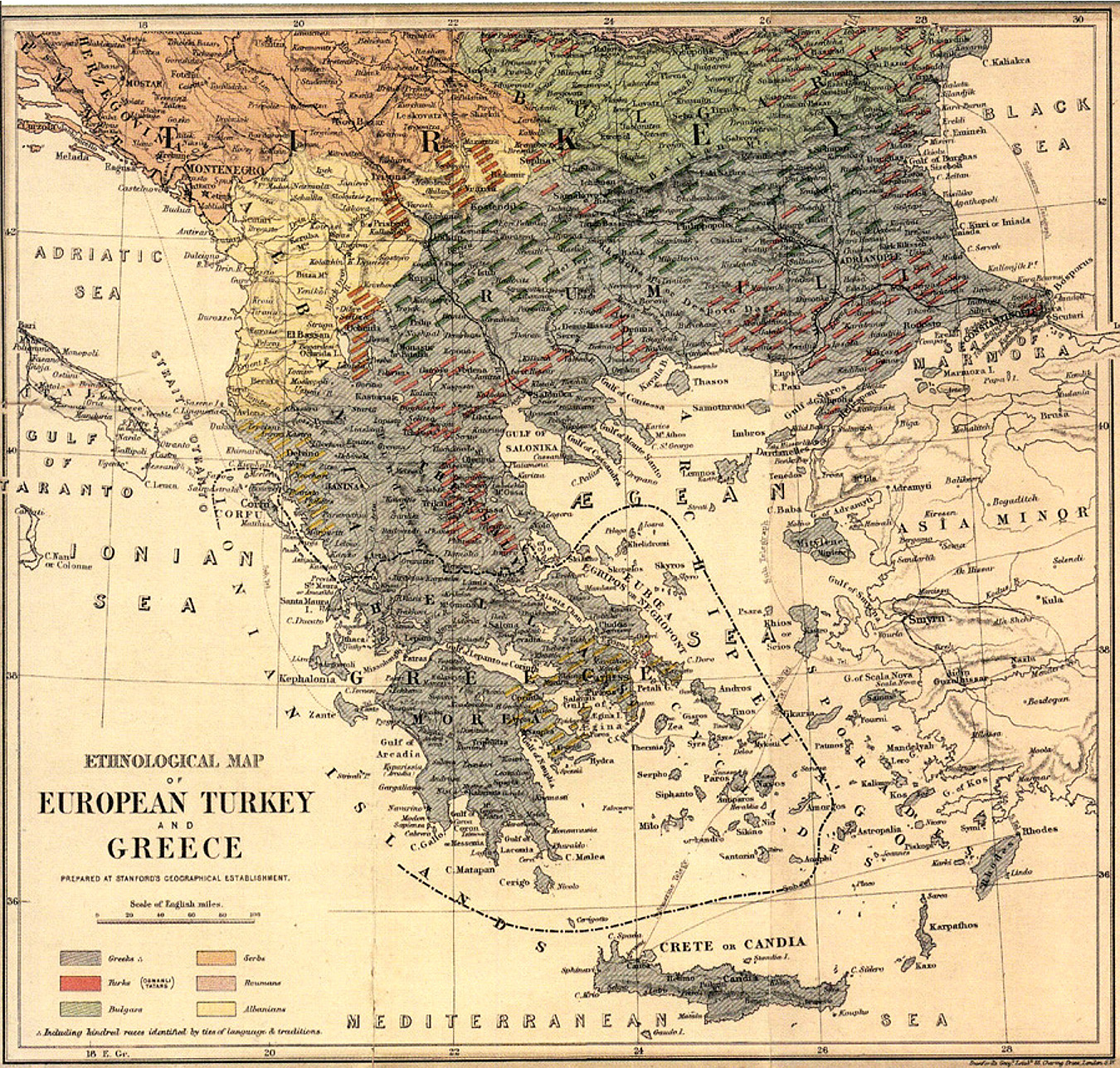
Compoziția etnică a Balcanilor, hartă făcută de cartograful proelen E. Stanford în 1878.

Unul dintre cei mai importanți sprijinitori ai Marii Idei a fost Eleftherios Venizelos. Cât timp el s-a aflat la conducerea Greciei, teritoriul țării s-a extins foarte mult în timpul Războaielor Balcanice din 1912 —1913, prin alipirea Epirului de sud, Cretei și sudului Macedoniei la Grecia. Venozelos se născuse și fusese educat în Creta. Încă din perioada sa cretană, Venizelos era un politician influent nu doar în insulă, dar și în Grecia continentală. El a fost inițiatorul unor reforme sociale, militare și administrative, care au avut ca rezultat obținerea succeselor din Războaiele Balcanice.

### Primul Război Mondial
Victoria Aliaților a părut că va asigura realizarea idealurilor Marii Idei. Grecia a ocupat Smyrna, Imbros, Tenedos, Tracia Apuseană și Tracia Răsăriteană.

### Războiul greco-turc din 1919 – 1922
Grecia a suferit o înfrângere de proporții în 1922, când naționaliștii turci au ieșit învingători în conflictul cu grecii și i-au alungat din Anatolia în timpul  Războiului greco-turc din 1919-1922. După semnarea Tratatului de pace de la Lausanne, Grecia a pierdut Tracia Răsăriteană, Imbros și Tenedos, Smirna și orice alt teritoriu din Anatolia. Pentru a evita formularea unor pretenții teritoriale în viitor, Grecia și Turcia au căzut de acord să efectueze o serie de „schimburi de populație”. În timpul conflictului, 151.892 de greci se refugiaseră din Asia Mică în teritoriile controlate de Atena. Tratatul de la Lausanne a oficializat mutara a 1.104.216 greci din Turcia, 40.027 din Bulgaria, 58.522 din Rusia (ca urmare a înfrângerii generalului  „alb” Vranghel) și 10.080 din alte regiuni (Insulele Dodecaneze sau Albania printre altele). În schimb, 380.000 de turci au părăsit teritoriul Greciei, ca și 60.000 de bulgari din Tracia și Macedonia.
Primirea și recolonizarea refugiaților greci a costat aproximativ 45 de milioane de franci. Liga Națiunilor a organizat obținerea unui împrumut de 150 de milioane de franci pentru colonizarea refugiaților. În 1930, Venizelos a vizitat în mod oficial Turcia și a propus ca Mustafa Kemal să fie propus pentru acordarea Premiului Nobel pentru Pace.

## Perioada interbelică
În ciuda faptului că Marea Idee a încetat să mai fie forța motrice a politicii externe elene, unele elemente ale acesteia au continuat să influențeze Grecia pe arena internațională în tot secolul al XX-lea.
După lovitura de stat din 4 august 1936, Ioannis Metaxas a proclamat nașterea celei de „a treia civilizații elenistice”, după civilizația Greciei Antice și cea a Imperiului Bizantin . Atacul  eșuat al Italiei Fasciste de la începutul celui de-al doilea război mondial a permis Greciei să ocupe în iarna 1940 – 1941 părți ale sudului Albaniei, („Epirul de Nord”, după cum îl numeau grecii), care au fost administrate ca o provincie a Greciei, până la ofensiva germană din aprilie 1941.

## Al Doilea Război Mondial
Ocupația, lupta de rezistență împotriva forțelor Axei și Războiul Civil Grec care a urmat au trecut Megali Idea pe un plan secundar. Anexarea Dodecanezului în 1947 poate fi considerată ca o urmare a înfrângerii Italiei în război, fără nicio legătură cu „Marea Idee”.

## Cipru

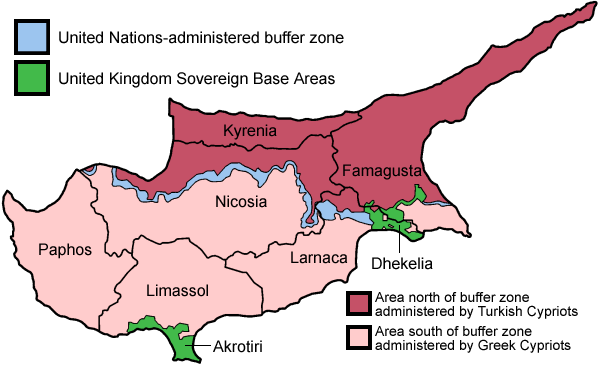
Împărțirea Ciprului

Cipru, ocupat de către Regatul Unit a devenit „mărul discordiei” în relațiile greco-turce. În 1955, un colonel al armatei elene de origine cipriotă, George Grivas, a început o campanie de tulburări civile, a cărei scop era alungarea britanicilor din insulă și unirea acesteia (Enosis)  cu Grecia. Primul ministru elen din acele vremuri, Alexandros Papagos, nu avea o atitudine favorabilă față de această posibilă unire. Britanicii au mizat pe sprijinul ciprioților turci în lupta cu ciprioții greci, ceea a dus la o radicalizare a poziției majorității elene a insulei, respectiv a minorității turce.
Problemele Ciprului s-au răsfrânt și în situația politică de pe continentul european. În septembrie 1955, a avut loc o rebeliune anti-greacă la Istanbul, ca răspuns la cererea de unire a grecilor ciprioți. În timpul rebeliunii, aproximativ 4.000 de magazine, 100 hoteluri și restaurante și 70 de biserici au fost distruse sau deteriorate. Aceste evenimente au dus la ultimul mare val de migrare a grecilor din Turcia spre Grecia.
Acordul de la Zürich  din 1959 a dus la recunoașterea independenței insulei, care devenea membră a Commonwealthului. Luptele interetnice din 1960 au dus la mobilizarea în Cipru în 1964 a forțelor Națiunilor Unite pentru menținerea păcii.
Problema cipriotă a fost readusă în actualitate de  „Dictatura coloneilor”. Liderii loviturii militare de stat din 21 aprilie 1967 s-au autoproclamat ca singura forță capabilă să apere valorile civilizației creștine elene}}.
Criza petrolului din 1973 a agravat relațiile greco-turce. Noi zăcăminte de petrol au fost descoperite lângă Thasos. Grecii și turcii se aflau în competiție directă pentru obținerea drepturilor de explorare, ceea ce a dus la izbucnirea unor noi violențe între comunitățile rivale de pe insulă. În același timp, poziția dictaturii militare s-a deteriorat rapid. Protestele studenților din noiembrie 1973 a dus la luarea unor măsuri extreme de către armată, inclusiv la trimiterea tancurilor în campusul Politehnicii. Megali Ideea a fost folosită de dictatură pentru devierea atenției publicului de la gravele probleme interne cu care se confrunta țara.
Generalul Ioannidis a aranjat în iulie 1974 răsturnarea președintelui  Ciprului, Makarios și unirea insulei cu Grecia. Această acțiune a dus la o reacție imediată a Turciei. Turcia a invadat nordul insulei, unde majoritatea populației era formată din turci. Grecia și Turcia au proclamat mobilizarea generală și războiul dintre cei doi vecini părea iminent.

## Albania
Este interesant să se amintească că Grecia nu a recunoscut actuala frontieră cu Albania decât după 1987. Întârzierea cu care a fost recunoscută frontiera comună este pusă mai degrabă pe izolarea totală în care a fost împinsă Albania comunistă de liderii de la Tirana în timpul Războiului Rece.

## În zilele noastre
Megali Ideea și-a pierdut practic importanța politică în Europa zilelor noastrea și datorită dispariției semnificativei minorități elene din Turcia. Din acest motiv, principalele dispute greco-turce cu privire la frontiere sunt bazate în principal pe motive economice – drepturile de exploatare ale zăcămintelor petroliere sau cele de pescuit.